# Luigi Vitale
Luigi Vitale (Castellammare di Stabia, 5 de outubro de 1987) é um futebolista italiano que atua como lateral-esquerdo. Atualmente, joga pelo Ternana Calcio.